# ペニ・マタワル
ペニ・マタワル（Peni Matawalu、1997年7月8日 - ）は、スーパーラグビー・パシフィックフィジアン・ドゥルアに所属するラグビー選手。

## プロフィール
- フィジー・ラウ諸島出身[1]。
- ポジションはスクラムハーフ(SH)。
- 身長 175cm、体重 78kg
- 兄のニコラもラグビー選手。
- U20フィジー代表に選ばれたことがある[2]。
- フィジー代表キャップは3（2024年3月現在）でラグビーワールドカップ2023のフィジー代表に選ばれた[3]。

## 略歴
2018年、フィジアン・ドゥルアに加入。